# Вонючее
Вонючее (каз. Вонючее) — озеро в Жамбылском районе Северо-Казахстанской области Казахстана. Находится в 9 км к западу от села Рождественка.
По данным топографической съёмки 1940-х годов, площадь поверхности озера составляет 1,04 км². Наибольшая длина озера — 1,3 км, наибольшая ширина — 1,1 км. Длина береговой линии составляет 3,8 км, развитие береговой линии — 1,04. Озеро расположено на высоте 143,9 м над уровнем моря.